# Gulnaz Khatuntseva
Gulnaz Eduardovna Khatuntseva (en russe : Гульназ Эдуардовна Хатунцева), née Badykova le 21 avril 1994 à Chekmagush, est une coureuse cycliste russe. 
Spécialiste de la piste, elle est notamment championne d'Europe de course aux points en 2021 et médaillée de bronze de la course à l'américaine aux Jeux olympiques de Tokyo 2020.

## Biographie
Originaire de Chekmagush dans la république du Bachkortostan, Gulnaz Badykova participe à des compétitions internationales depuis ses 17 ans. Elle décroche ses premiers succès en poursuite par équipes. En 2011 et 2012, elle est vice-championne d'Europe de la discipline chez les juniors (moins de 19 ans). En 2013, elle obtient son premier podium chez les élites en décrochant la médaille de bronze lors de la poursuite par équipes des championnats d'Europe d'Apeldoorn. Elle est ensuite double championne d'Europe de poursuite par équipes chez les espoirs (moins de 23 ans) lors des éditions 2013 et 2014. 
Aux championnats d'Europe espoirs de 2015, Badykova remporte sa première médaille individuelle, en devenant championne d'Europe de course aux points espoirs. La même année, elle participe également aux championnats d'Europe élites, où elle est médaillée de bronze de la poursuite par équipes. En 2017, elle est vice-championne d'Europe de course aux points, et l'année suivante elle est médaillée d'argent de l'américaine avec Diana Klimova, ainsi que médaillée de bronze de la course aux points. Elle remporte également trois titres aux championnats de Russie sur piste cette année-là.
Après son mariage et la naissance de sa fille en 2020, Badykova participe aux Jeux olympiques de Tokyo, désormais sous le nom de Khatuntseva. Elle remporte la médaille de bronze de la course à l'américaine avec Maria Novolodskaya. Cette épreuve était disputée pour la première fois aux Jeux pour les femmes. En fin d'année, elle devient championne d'Europe de course aux points. Après une deuxième grossesse, elle annonce son retour à la compétition en 2025.

## Palmarès sur piste

### Jeux olympiques
- Tokyo 2020
  -  Médaillée de bronze de la course à l'américaine

### Championnats du monde
- Cali 2014
  - 7e de la poursuite par équipes
- Saint-Quentin-en-Yvelines 2015
  - 9e de la poursuite par équipes
- Londres 2016
  - 8e de la course aux points
  - 12e de la poursuite par équipes
- Hong Kong 2017
  - 8e de la course aux points[4]
  - 12e de la poursuite par équipes[5]
- Apeldoorn 2018
  - 4e de la course aux points[6]
  - 11e de la poursuite par équipes[7]
- Pruszków 2019
  - 4e de la course aux points
  - 6e de l'américaine

### Coupe des nations
- 2021
  - 1re de l'américaine à Saint-Pétersbourg (avec Diana Klimova)

### Championnats d'Europe
Juniors et espoirs
- Anadia 2011

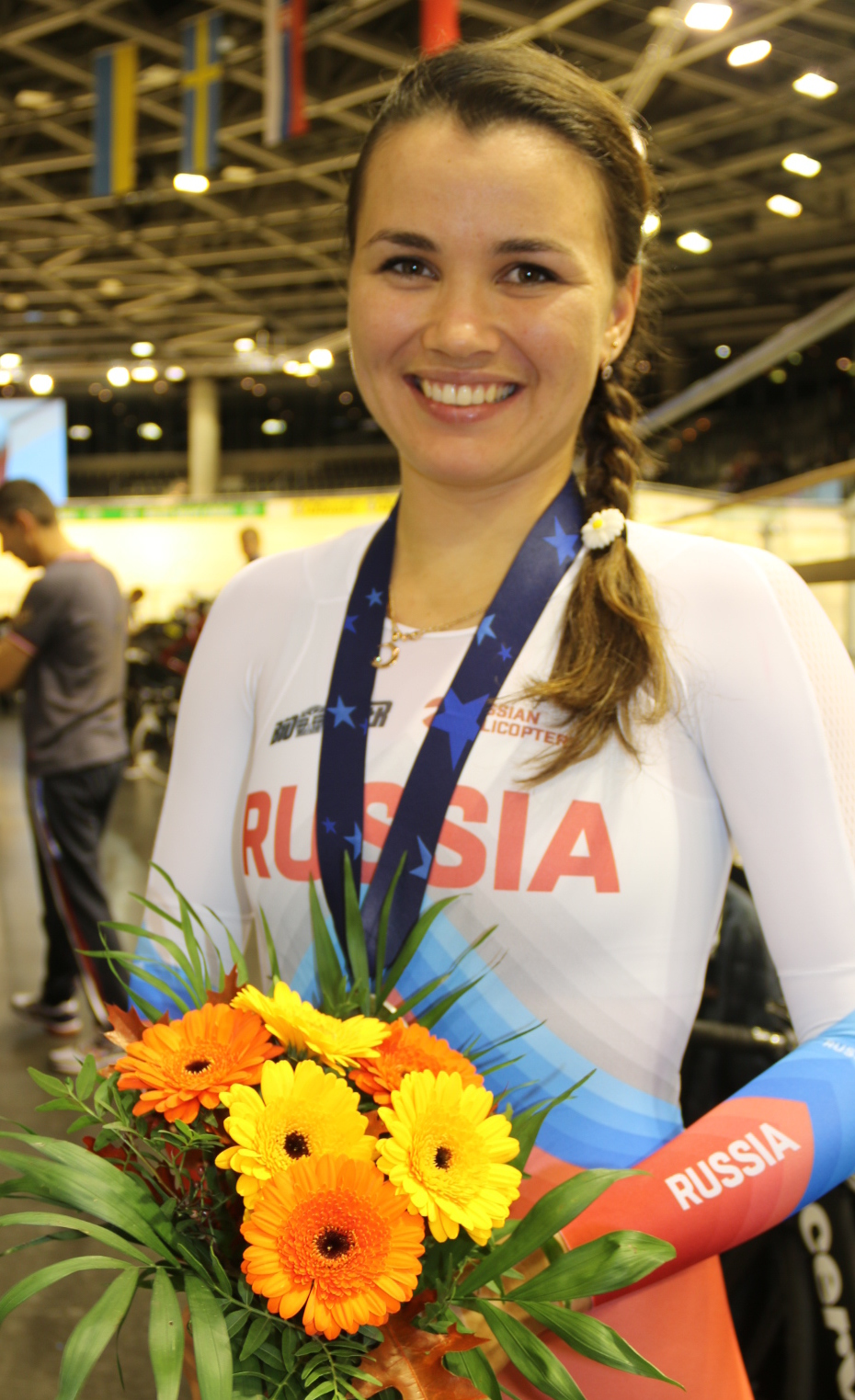
Khatuntseva médaillée d'argent de la course aux points aux championnats d'Europe de 2017.

  -  Médaillée d'argent de la poursuite par équipes juniors
- Anadia 2012
  -  Médaillée d'argent de la poursuite par équipes juniors
- Anadia 2013
  -  Championne d'Europe de poursuite par équipes espoirs (avec Alexandra Chekina, Svetlana Kashirina, Maria Mishina)
- Anadia 2014
  -  Championne d'Europe de poursuite par équipes espoirs (avec Alexandra Goncharova, Alexandra Chekina, Tamara Balabolina)
- Athènes 2015
  -  Championne d'Europe de la course aux points espoirs
  -  Médaillée de bronze de la poursuite par équipes espoirs

Élites
- Apeldoorn 2013
  -  Médaillée de bronze de la poursuite par équipes
- Granges 2015
  -  Médaillée d'argent de la poursuite par équipes
- Berlin 2017
  -  Médaillée d'argent de la course aux points
- Glasgow 2018
  -  Médaillée d'argent de la course à l'américaine
  -  Médaillée de bronze de la course aux points
- Granges 2021
  -  Championne d'Europe de la course aux points

### Championnats nationaux
- 2017
  -  Championne de Russie de poursuite
- 2018
  -  Championne de Russie de poursuite par équipes
  -  Championne de Russie de course à l'américaine
  -  Championne de Russie d'omnium
- 2020
  -  Championne de Russie de course aux points
  -  Championne de Russie de course à l'américaine
- 2021
  -  Championne de Russie de course aux points

## Palmarès sur route
- 2018
  - 3e du Tour de Thaïlande